# ماهی ریشدار
ماهی ریشدار (نام علمی: Lota lota) نام یک گونه از راسته روغن‌ماهی‌سانان است.